# Restionaceae

## Introdução
Restionaceae é uma família de plantas monocotiledôneas pertencentes à ordem Poales. Distribuídas pelo hemisfério sul e mais diversificada na Austrália e na África do Sul. São plantas sempre verdes (perenes) que às vezes são bem grandes e são plantas que sofrem anemofilia. Tais organismos vivem em solos pobres em nutrientes e em habitats periodicamente secos. As restionáceas possuem rizoma, caule ereto e a parte fotossintética da folha se resume, em geral, à bainha. Suas flores são pequenas e geralmente tem perianto, a inflorescência é ramificada. Atualmente são contabilizados 58 gêneros dessa família e 520 espécies.

## Classificação
A família Restionaceae tem sido reconhecida pela maioria dos taxonomistas. O AP-Website [Maio de 2006] assume 58 géneros e 520 espécies, estando de acordo com a Flora of China.
A classificação filogenética APG II (2003), não modificada desde a classificação filogenética APG (1998), reconhece esta família e coloca-a na ordem Poales, no clado das comelinídeas, nas monocotiledóneas.
O sistema de Cronquist, de 1981, também reconhece esta família, colocando-a na ordem Restionales, na subclasse Commelinidae, na classe Liliopsida, na divisão Magnoliophyta.

## Descrição
Raíz/cauleAs restionáceas podem ter rizomas ou caules subterrâneos estoloníferos (que se fixam ao chão em mais de um ponto), caules aéreos eretos, que fazem fotossíntese, circulares, elípticos ou poliedro em seção transversal. Maciço ou oco na área internodal e anatomicamente distinto. Células protetoras revestem os estômatos dessas plantas, tem uma ou duas camadas de células de clorênquima dentro da epiderme, separada do clorênquima há uma crosta de parênquima e anéis esclerenquimatosos. Pêlos simples, às vezes achatados ou peltados.
FolhaFolhas com arranjo espiral suplente, sésseis, simples, unifacial e geralmente com uma lâmina muito pequena e bainha foliar, estando aberto somente quando plantas maduras. Geralmente não tem lígula, sem estípulas e às vezes decíduas.
FlorInflorescência de flores solitárias ou flores em diversos arranjos, geralmente diversas ramificações de espiguetas, cada ramificação com brácteas subjacentes chamado spathes. As espiguetas consistem em um eixo com numerosas flores, cada flor com uma bráctea (raramente duas).  Brácteas subjacentes e basais, frequentemente os machos são estéreis e espiguetas femininas podem ser também ou sofrer dimorfismo. As flores são pequenas e quase não se dá pra vê-las, geralmente são unisexuais. Tépalas em duas voltas, geralmente separadas e independentes de outras peças florais. As inflorescências dessas plantas geralmente são opacas ou de cor esverdeada e são bem duras. Os estames se encontram (1 a 4 deles) em frente as tépalas. Anteras geralmente com um lóculo, biesporangiadas e monotecas. O pólem é monoporado e monoulcerado. Três carpelos inatos, raramente 1 ou 2, ovário com placentação apical axilar, três lóculos, três estigmas. Um óvulo por lóculo e não tem nectários.
FrutoO fruto é uma cápsula, aquênio. Geralmente associado a um perianto persistente e suas sementes possuem elaiossoma.

## Distribuição
Distribuídas no sudoeste da África (incluindo Madagascar), Hainan e Vietnã para a Nova Zelândia (especialmente no sudoeste da Austrália), com uma perspectiva de gênero (Apodasmia) no Chile e no sudoeste da Ásia.

## Adaptações/Caracteres evolutivos
Essas plantas são residentes de lugares secos e com solos pobres em nutrientes, ou seja, se forem implementadas em solos um pouco mais nutridos vão se dar muito bem. Por viverem em tais ambientes existem células protetoras em sua estrutura que protegem o estômato contra a desidratação pelo meio.

## Reprodução
As restionáceas tem folhas unisexuais e se polinizam por anemofilia, ou seja, seu pólem é levando até outras plantas pelo vento que incide em suas flores e algumas se autopolinizam . Seus frutos são cápsulas que protegem a semente, que quando está livre da cápsula é levada para lugares longe da árvore mãe por formigas, por causa do elaiossoma, ao comer todo o elaiossoma as formigas quebram a dormência da semente e assim nasce uma nova planta onde as formigas deixaram a semente, geralmente as sementes ficam em baixo da terra, pois estão dentro dos formigueiros. 

## Importância Econômica
Algumas destas plantas servem para fazer chá.

## Potencial Ornamental
Essas plantas são conhecidas como "flowering plants" (plantas com flores), ou seja, como o nome já diz elas podem servir de ornamento e fazer parte de jardins, apesar de não ter flores muito vistosas.

## Géneros
- Alexgeorgea
- Anthochortus
- Apodasmia
- Askidiosperma
- Calopsis
- Calorophus
- Cannomois
- Ceratocaryum
- Chaetanthus
- Chondropetalum
- Coleocarya
- Dielsia
- Dovea
- Elegia
- Empodisma
- Harperia
- Hopkinsia
- Hydrophilus
- Hypodiscus
- Hypolaena
- Ischyrolepis
- Lamprocaulos (Elegia)
- Lepidobolus
- Leptocarpus
- Lepyrodia
- Loxocarya
- Lyginia
- Mastersiella
- Meeboldina
- Megalotheca (Mesanthus)
- Nevillea
- Onychosepalum
- Phyllocomos
- Platycaulos
- Pseudoloxocarya
- Restio
- Rhodocoma
- Schlechteria (Phyllocomos)
- Sporadanthus
- Staberoha
- Thamnochortus
- Willdenowia
- Winifredia